# Jurij Naumovič Lipskij
Jurij Naumovič Lipskij (in russo  Юрий Наумович Липский ?; Dubrovno, 22 novembre 1909 – Mosca, 24 novembre 1978) è stato un astronomo sovietico.
Si laureò presso l’Università di Mosca nel 1938. Partecipò nelle file dell’esercito sovietico alla Seconda guerra mondiale durante la quale fu ferito e guadagnandosi alcune onorificenze. Lavorò come ricercatore presso l’Osservatorio Kučinskaja di Mosca. Nel 1964 creò il Dipartimento di Fisica della Luna e dei Pianeti presso lo Sternberg Astronomical Institute dell’Università di Mosca.
Condusse ricerche nel campo della polarizzazione della luce della superficie lunare e della corona solare. Nel 1960 sviluppò un metodo per la decodifica delle immagini trasmesse dalla sonda Luna-3 portandolo ad elaborare un primo atlante della faccia  nascosta della Luna successivamente ampliato con l’elaborazione delle immagini inviate dalla sonda Zond-3 nel 1965 e da altre missioni.
A Jurij Naumovič Lipskij la UAI ha intitolato il cratere lunare Lipskiy.